# Карсон Беккет
Карсон Бекетт (англ. Carson Beckett)— головний лікар команди Атлантиди у науково-фантастичному телесеріалі Зоряна брама: Атлантида. Цього привабливого шотландського лікаря відрізняє дотепний гумор, а також його здатність активувати технології Древніх. Йому приписують відкриття генів древніх в організмі людини.
Доктора Карсона Бекетта зіграв Пол МакДжілліон.

## Роль
На Атлантиді доктор Бекетт вивчає расу Рейфів. Спочатку по клітинах з відірваної руки, доставленої Шеппардом з Атоса, потім і з живого полоненого Рейфа. Його знання фізіології Рейфів допомагають Беккету створити разом вакцину, яка б перешкоджала Рейфам висмоктувати життєві сили з людей. Проте в результаті вийшла речовина, яка отруює кров Рейфа і вбиває їх. Вона могла б використовуватися, але її дія є вибірковою — лише 50% людей виживають після вакцинації. Для Беккета застосування цих ліків на живих людях і Рейфові — важкий вибір. Він йде тут проти своїх переконань.
Бекетт винаходить спосіб прищепити ген Древніх звичайним людям, які його не мають. Відкриває наявність ДНК Рейфа у Тейли Еммаган.
Карсон — об'єкт уваги лейтенанта Лори Кедмен. Однак вона вибрала невдалий момент для вираження своєї зацікавленості — вона поцілувала його, коли її свідомість знаходилося в тілі доктора МакКея.
М'яка і добра людина, дуже любить свою матір, яка залишилася на Землі, не хоче її засмучувати. Він готовий допомогти кожному, навіть якщо людина йому неприємна, або якщо дуже мало надій на одужання. Часто називає своїх пацієнтів «синок».
В кінці 3 сезону в епізоді «Вихідний» Карсон гине, рятуючи лаборанта Ватсона від зараження вибухаючої пухлини, яку той отримав, випадково включивши знайдену зброю Древніх.
В епізоді «Кровні узи. Частина 2» команда Шепарда знаходить клон Карсона Беккета на секретній базі Рейфа Майкла. Але без спеціальної вакцини клітини клону починають розбудовуватися, і його поміщають в анабіозну камеру Древніх, щоб коли-небудь знайти спосіб вилікувати його.
За наполяганням Вулзі доктор Келлер випробовує на Беккеті нову сироватку, яка зупиняє деградацію клітин клону. Беккет пізніше кілька разів сприяє землянам, але вже в менш ключовій ролі, ніж раніше. Під час завдання на планеті, на якій оселилися біженці з світу, знищеного Майклом, на місцеве село нападає загін Рейфів. Через зраду одного з біженців Беккет і МакКей потрапляють у полон до Рейфів, які змушують Беккета знайти ліки від хоффанскої чуми. Замість цього Беккет виявляє, що сам має смертоносний імунітет до харчування Рейфів. Він обманом змушує командира Рейфа почати харчуватися їм, і Рейф швидко вмирає. Беккету і МакКею вдається втекти з корабля-вулика на стрілі.
У фіналі телесеріалу Вулзі призначає Беккета пілотом Атлантиди після того, як Шеппард був відправлений на Землю. Беккет вже не боявся технологій Древніх так сильно, як раніше; він впевнено вступив в бій з супер-вуликом Рейфів на орбіті Землі, і зміг посадити падаючий корабель-місто біля Сан-Франциско.